# Bリーグ 2025-26
Bリーグ 2025-26は、2025年10月3日 から2026年5月26日(予定) まで、日本各地で行われるBリーグの第10回目のシーズンである。

## 概要
B1はアルティーリ千葉、富山グラウジーズ がB2から昇格。また、B2は横浜エクセレンス、岩手ビッグブルズがB3からそれぞれ昇格した。なお、2026-27シーズンからのB.革新に伴い、B1リーグ、B2リーグ、B3リーグはB.LEAGUE PREMIER、B.LEAGUE ONE、B.LEAGUE NEXTに再編されるため、現行のリーグ戦としては最後の大会となる。これにより、B1とB2、B2とB3の入れ替えは行われない。
2025年7月1日、開幕カード、リーグ前半戦の対戦カード・会場が発表された。

## 参加チーム
参加チーム、地区分けは以下の通りである。B1は2チーム増えて26チーム2地区制。B2は変わらず14チーム2地区制となる。

### B1
| 地区   | チーム名                       | 略称     | ホームタウン   | ホームアリーナ                 | ユニフォームサプライヤー | 2024-25所属 | 備考 |
| ------ | ------------------------------ | -------- | -------------- | ------------------------------ | ------------------------ | ----------- | ---- |
| 東地区 | レバンガ北海道                 | 北海道   | 北海道札幌市   | 北海きたえーる                 | EGOZARU                  | B1東        |      |
| 東地区 | 仙台89ERS                      | 仙台     | 宮城県仙台市   | ゼビオアリーナ仙台             | Fanatics                 | B1東        |      |
| 東地区 | 秋田ノーザンハピネッツ         | 秋田     | 秋田県秋田市   | CNAアリーナ★あきた             | FILA                     | B1東        |      |
| 東地区 | 茨城ロボッツ                   | 茨城     | 茨城県水戸市   | アダストリアみとアリーナ       | バイオレーラ             | B1東        |      |
| 東地区 | 宇都宮ブレックス               | 宇都宮   | 栃木県宇都宮市 | ブレックスアリーナ宇都宮       | UNDER ARMOUR             | B1東        |      |
| 東地区 | 群馬クレインサンダーズ         | 群馬     | 群馬県太田市   | オープンハウスアリーナ太田     | UNDER ARMOUR             | B1東        |      |
| 東地区 | 越谷アルファーズ               | 越谷     | 埼玉県越谷市   | 越谷市立総合体育館             | バイオレーラ             | B1東        |      |
| 東地区 | アルティーリ千葉               | A千葉    | 千葉県千葉市   | 千葉ポートアリーナ             | DESCENTE                 | B2東        |      |
| 東地区 | 千葉ジェッツ                   | 千葉J    | 千葉県船橋市   | LaLa arena TOKYO-BAY           | PUMA                     | B1東        |      |
| 東地区 | アルバルク東京                 | A東京    | 東京都江東区   | TOYOTA ARENA TOKYO             | adidas                   | B1中        |      |
| 東地区 | サンロッカーズ渋谷             | SR渋谷   | 東京都渋谷区   | 青山学院記念館                 | NEW ERA                  | B1中        |      |
| 東地区 | 川崎ブレイブサンダース         | 川崎     | 神奈川県川崎市 | 川崎市とどろきアリーナ         | asics                    | B1中        |      |
| 東地区 | 横浜ビー・コルセアーズ         | 横浜BC   | 神奈川県横浜市 | 横浜国際プール                 | SPALDING                 | B1中        |      |
| 西地区 | 富山グラウジーズ               | 富山     | 富山県富山市   | 富山市総合体育館               | Fanatics                 | B2東        |      |
| 西地区 | 三遠ネオフェニックス           | 三遠     | 愛知県豊橋市   | 豊橋市総合体育館               | EGOZARU                  | B1中        |      |
| 西地区 | シーホース三河                 | 三河     | 愛知県刈谷市   | ウィングアリーナ刈谷           | CONVERSE                 | B1中        |      |
| 西地区 | Fイーグルス名古屋              | FE名古屋 | 愛知県名古屋市 | 名古屋市枇杷島スポーツセンター | IN THE PAINT             | B1中        |      |
| 西地区 | 名古屋ダイヤモンドドルフィンズ | 名古屋D  | 愛知県名古屋市 | IGアリーナ                     | hummel                   | B1中        |      |
| 西地区 | 滋賀レイクス                   | 滋賀     | 滋賀県大津市   | 滋賀ダイハツアリーナ           | hummel                   | B1西        |      |
| 西地区 | 京都ハンナリーズ               | 京都     | 京都府京都市   | かたおかアリーナ京都           | TRES                     | B1西        |      |
| 西地区 | 大阪エヴェッサ                 | 大阪     | 大阪府大阪市   | おおきにアリーナ舞洲           | EGOZARU                  | B1西        |      |
| 西地区 | 島根スサノオマジック           | 島根     | 島根県松江市   | 松江市総合体育館               | EGOZARU                  | B1西        |      |
| 西地区 | 広島ドラゴンフライズ           | 広島     | 広島県広島市   | 広島サンプラザホール           | Champion                 | B1西        |      |
| 西地区 | 佐賀バルーナーズ               | 佐賀     | 佐賀県佐賀市   | SAGAアリーナ                   | UNDER ARMOUR             | B1西        |      |
| 西地区 | 長崎ヴェルカ                   | 長崎     | 長崎県長崎市   | HAPPINESS ARENA                | New Balance              | B1西        |      |
| 西地区 | 琉球ゴールデンキングス         | 琉球     | 沖縄県沖縄市   | 沖縄サントリーアリーナ         | UNDER ARMOUR             | B1西        |      |

### B2
| 地区   | チーム名                 | 略称   | ホームタウン         | ホームアリーナ                   | ユニフォームサプライヤー | 2024-25所属 | 備考 |
| ------ | ------------------------ | ------ | -------------------- | -------------------------------- | ------------------------ | ----------- | ---- |
| 東地区 | 青森ワッツ               | 青森   | 青森県青森市         | カクヒログループスーパーアリーナ | SPALDING                 | B2東        |      |
| 東地区 | 岩手ビッグブルズ         | 岩手   | 岩手県盛岡市         | 盛岡タカヤアリーナ               | DalPonte                 | B3          |      |
| 東地区 | 山形ワイヴァンズ         | 山形   | 山形県天童市         | 山形県総合運動公園総合体育館     | BFIVE                    | B2東        |      |
| 東地区 | 福島ファイヤーボンズ     | 福島   | 福島県郡山市         | 宝来屋 ボンズアリーナ            | FUUP                     | B2東        |      |
| 東地区 | 横浜エクセレンス         | 横浜EX | 神奈川県横浜市       | 横浜武道館                       | PENALTY                  | B3          |      |
| 東地区 | 福井ブローウィンズ       | 福井   | 福井県福井市         | 福井県営体育館                   | UNDER ARMOUR             | B2東        |      |
| 東地区 | 信州ブレイブウォリアーズ | 信州   | 長野県千曲市、長野市 | ホワイトリング                   | BFIVE                    | B2東        |      |
| 西地区 | ベルテックス静岡         | 静岡   | 静岡県静岡市         | 静岡市中央体育館                 | TRES                     | B2西        |      |
| 西地区 | 神戸ストークス           | 神戸   | 兵庫県神戸市         | GLION ARENA KOBE                 | PASS THE ROCK            | B2西        |      |
| 西地区 | バンビシャス奈良         | 奈良   | 奈良県奈良市         | ならでんアリーナ                 | SQUADRA                  | B2西        |      |
| 西地区 | 愛媛オレンジバイキングス | 愛媛   | 愛媛県松山市         | 松山市総合コミュニティセンター   | BFIVE                    | B2西        |      |
| 西地区 | ライジングゼファー福岡   | 福岡   | 福岡県福岡市         | 照葉積水ハウスアリーナ           | EGOZARU                  | B2西        |      |
| 西地区 | 熊本ヴォルターズ         | 熊本   | 熊本県熊本市         | 熊本県立総合体育館               | UNDER ARMOUR             | B2西        |      |
| 西地区 | 鹿児島レブナイズ         | 鹿児島 | 鹿児島県鹿児島市     | 西原商会アリーナ                 | バイオレーラ             | B2西        |      |

## レギュレーション

### レギュラーシーズン

#### B1
- 2025-26シーズン：2025年10月3日（金）～ [1]
- 全24クラブによるリーグ戦：自地区32試合（2回戦総当たり＋任意に選ばれる4クラブとの2回戦）、他地区28試合（2回戦総当たり＋任意に選ばれる1クラブとの2回戦）、1クラブ60試合　全780試合[11]
- チャンピオンシップは、リーグ戦における両地区の1位および2位のクラブ、そしてこの4クラブを除いた22クラブの上位4クラブがワイルドカード枠として出場権を獲得[2][11]。

#### B2
- 2025-26シーズン：2025年10月4日（土）～ [1]
- 全14クラブによるリーグ戦：自地区36試合、他地区24試合（2チームのみ2試合対戦。他は4試合対戦）、1クラブ60試合　全420試合[11]
- B2プレーオフは、前年同様にリーグ戦における両地区1位～3位のクラブ、そしてこの6クラブを除いた8クラブの上位2クラブがワイルドカード枠として出場権を獲得[2][11]。

#### その他
- アジア特別枠選手制度においてレバノン共和国が追加[11]。
- 「B.LEAGUE AWARD SHOW 2025-26」は、2026年5月29日の開催を予定[2]。

### プレーオフ

#### B1
- 2026年5月7日（木）～5月26日（火）[2]
- 準々決勝：2026年5月7日（木）～11日（月）[2]
- 準決勝：2026年5月15日（金）～19日（火）[2]
- 決勝：2026年5月23日（土）～26日（火）[2]
  - レギュラーシーズン各地区上位2クラブ+ワイルドカード4クラブによるトーナメント戦（3戦2勝先勝方式）、最多21試合（最少14試合）[2]
  - 準々決勝、準決勝はレギュラーシーズン上位クラブのホーム開催。決勝は横浜アリーナで開催[2]。

#### B2
- 2026年5月1日（金）～5月19日（火）[2]
- 準々決勝：2026年5月1日（金）～5日（火）[2]
- 準決勝：2026年5月7日（木）～11日（月）[2]
- 決勝：2026年5月15日（金）～19日（火）[2]
  - レギュラーシーズン各地区上位3クラブ+ワイルドカード2クラブによるトーナメント戦（3戦2勝先勝方式）、最多21試合（最少14試合）[2]
  - レギュラーシーズン上位クラブのホーム開催とする[2]。
  - 3位決定戦は、昇格クラブを決定する必要がないため、開催なし[2]。
    - B2リーグ レギュラーシーズン 2025-26の上位クラブを3位とする[2]。

## オールスターゲーム

### 概要
Bリーグオールスターゲーム2026は、2026年1月16日、17日、18日にHAPPINESS ARENAで『りそなグループ B.LEAGUE ALL-STAR GAME WEEKEND 2026 IN NAGASAKI』のタイトルで開催を予定。史上初のアリーナ3日間開催となる。